# Żaki (Kobiałki)
Żaki – część wsi Kobiałki w Polsce, położona w województwie mazowieckim, w powiecie mławskim, w gminie Wieczfnia Kościelna.
W latach 1975–1998 Żaki administracyjnie należały do województwa ciechanowskiego.